# Google Форми
Google Форми (англ. Google Forms) — програмне забезпечення для адміністрування опитування, що входить до складу безкоштовного вебпакету Google Docs Editors, пропонованого Google. Послуга також включає Google Docs, Google Sheets, Google Slides, Google Drawings, Google Sites і Google Keep. Google Форми доступні лише як вебдодаток. Додаток дозволяє користувачам створювати та редагувати опитування в Інтернеті, співпрацюючи з іншими користувачами в режимі реального часу. Зібрану інформацію можна автоматично внести в електронну таблицю.

## Особливості
Послуга Google Forms зазнала декількох оновлень за ці роки. Функції включають, але не обмежуються цим, пошук у меню, перемішування питань для рандомізованого замовлення, обмеження кількості відповідей один раз на людину, коротші URL-адреси, власні теми, автоматичне формування пропозицій відповідей під час створення форм, та «Завантажити файл» опція для користувачів, які відповідають на запитання, за якими вони мають ділитися вмістом або файлами зі свого комп'ютера чи Google Drive.
У жовтні 2014 року Google представив доповнення для Google Forms, які дозволяють стороннім розробникам додавати нові функції до опитувань, тоді як у липні 2017 року Google оновив Форми, додавши кілька нових функцій. «Інтелектуальна перевірка відповіді» здатна виявляти введення тексту в полях форми, щоб ідентифікувати написане і просити користувача коригувати інформацію, якщо неправильно вводити. Залежно від налаштувань спільного використання файлів на Google Диску, користувачі можуть вимагати завантаження файлів від осіб, які не мають варіантів відповідей у таблиці. У налаштуваннях користувачі можуть вносити зміни, що стосуються всіх нових форм, наприклад, завжди збирати адреси електронної пошти.
Google Forms містить усі функції співпраці та спільного використання, знайдені в Документах, Таблицях, Презентаціях, Зображеннях та Сайтах.